# Tryggvi Hrafn Haraldsson
Tryggvi Hrafn Haraldsson, född 30 september 1996, är en isländsk fotbollsspelare som spelar för Valur.

## Klubbkarriär
Haraldsson började spela fotboll i ÍA Akranes. Han debuterade i Úrvalsdeild den 13 september 2015 i en 0–0-match mot KR Reykjavík. Totalt spelade Haraldsson fyra matcher 2015. Under 2016 lånades Haraldsson ut till Kári i 3. deild karla (isländska fjärdedivisionen), där han gjorde fyra mål på tre matcher. Han spelade även 16 matcher och gjorde ett mål för ÍA i högstaligan 2016. Under 2017 gjorde Haraldsson fem mål på 13 matcher.
Den 10 augusti 2017 värvades Haraldsson av Halmstads BK, där han skrev på ett 2,5-årskontrakt. Haraldsson gjorde allsvensk debut den 20 augusti 2017 i en 2–1-förlust mot Djurgårdens IF, där han byttes in i den 82:a minuten mot Gabriel Gudmundsson. Den 23 september 2017 gjorde han sitt första allsvenska mål i en 2–1-vinst över IFK Norrköping.
I januari 2019 återvände Haraldsson till ÍA Akranes. Den 5 oktober 2020 värvades han av norska Lillestrøm. Inför säsongen 2021 återvände han till Island och skrev på för Valur.

## Landslagskarriär
Haraldsson debuterade för Islands U21-landslag den 22 mars 2017 i en 3–1-förlust mot Georgien. Haraldssons andra match var sex dagar senare i en 3–1-vinst över Saudiarabien, där han även gjorde sitt första mål. Totalt har han spelat fyra matcher för U21-landslaget och gjort ett mål.
Haraldsson debuterade för Islands A-landslag den 9 februari 2017 i en 1–0-förlust mot Mexiko, där han byttes in i den 67:e minuten mot Kristinn Freyr Sigurðsson.

## Privatliv
Haraldsson är son till Haraldur Ingólfsson, isländsk före detta landslagsspelare som bland annat spelat för IF Elfsborg.